# Sinjai Plengpanich
Sinjai Plengpanich (thai: สินจัย เปล่งพานิช; Sinchai Plengphanit), född 21 januari 1965 i Bangkok, är en thailändsk fotomodell, skådespelare och tv-producent.

## Karriär
Plengpanich, eller kort och gott Sinjai som hon kommit att kallas, började sin karriär som fotomodell. Hon kom dock snart in vid Thailands tv och har varit med i ett stort antal lakorn (thailändska tv-såpor), filmer och teateruppsättningar.
Omtalad blev den tv-såpa där hon spelade en mor, som tillsammans med sin dotter blir utsatt för en gruppvåldtäkt. Dottern spelades av den då blott 13-åriga Intira Charoenpura. Flickan blir svårt traumatiserad och modern letar upp gängmedlemmarna och torterar och dödar dem en efter en. Charoenpura blev omtalad och hyllad för att ha lyckats med en så svår roll som 13-åring och i sitt första skådespelaruppdrag, och såpan väckte mycket engagemang.
2001 hade hon en viktig roll i filmen The Legend of Suriyothai i regi av Chatrichalerm Yukol. Där spelade hon Lady Srichulalak och mötte Intira Charoenpuras halvsyster Mai Charoenpura, som porträtterade nationalhjältinnan Lady Srisudachan.
2007 hade hon rollen som Sunee, Tongs moder i det kritikerrosade romantiska dramat The Love of Siam (thai: รักแห่งสยาม; Rak Haeng Sayam) av den thailändske regissören Chookiat Sakveerakul. Där blev framför allt Laila Boonyasak berömd för sin roll som June/Tang.
Plengpanich hade också en roll i nyinspelningen av Banlangmek: The Musical 2007. I 2013 års remake av författaren Thommayantis roman Khu Kam hade Plengpanich en mindre roll som högt uppsatt bröllopsgäst.
Plengpanich har två gånger nominerats till Thailands National Film Association Award, 2008 som Bästa skådespelerska för Rak haeng Siam (2007) och 2014 som Bästa biroll som skådespelerska för Plae kao (2014). Hon vann inte utmärkelsen vid någon av nomineringarna.

## Privatliv
Plengpanich  är sedan 1988 gift med skådespelaren Chatchai Plengpanich, och delar sitt smeknamn Nok (i den thailändska betydelsen fågel) med honom. Hon har två söner och en dotter, med de slående smeknamnen Gun, Bom och Dom, som egentligen heter Sittichoke, Tichakorn, och Peeradon.